# 24 км Горьковської Желєзної Дороги
24 км Го́рьковської Желє́зної Доро́ги (рос. 24 км Горьковской Железной Дороги, марій. Горькийысе Кӱртьыгорнын 24-ше км) — селище у складі Волзького району Марій Ел, Росія. Входить до складу Обшиярського сільського поселення.
Стара назва — 24 км.

## Населення
Населення — 1 особа (2010; 3 у 2002).
Національний склад (станом на 2002 рік):
- росіяни — 67 %
- марі — 33 %